# Tạ Quỳnh Tư
NSƯT Tạ Quỳnh Tư (sinh ngày 1 tháng 1 năm 1980) tại Nam Định, là một đạo diễn phim tài liệu người Việt Nam. Với vai trò quay phim ban đầu cho một số chương trình của Đài Truyền hình Việt Nam, anh chuyển hướng sang làm đạo diễn và gặt hái được nhiều thành công. Tạ Quỳnh Tư vinh dự giành cú đúp giải thưởng "Phim tài liệu xuất sắc nhất" và "Đạo diễn xuất sắc nhất" tại lễ trao giải Cánh diều 2016 cho phim Hai đứa trẻ, đồng thời giành về giải Bông sen vàng cho phim Chông chênh tại Liên hoan phim Việt Nam lần thứ 21.

## Tiểu sử
NSƯT Tạ Quỳnh Tư sinh ngày 1 tháng 1 năm 1980 ở vùng quê thuộc huyện Hải Hậu, tỉnh Nam Định. Sau khi tốt nghiệp khóa quay phim của Trường Đại học Sân khấu và Điện ảnh Hà Nội, Tạ Quỳnh Tư chuyển về Đài Truyền hình Việt Nam tham gia quay phim cho các chương trình Vì người nghèo, Hộp thư truyền hình và Nối vòng tay lớn.

## Sự nghiệp
Tháng 7 năm 2011, Tạ Quỳnh Tư đến làm việc ở Ban Truyền hình đối ngoại (VTV4), Đài Truyền hình Việt Nam và bắt đầu tham gia vai trò Đạo diễn. Tại Liên hoan Truyền hình Toàn quốc năm 2011, anh nhận hai giải Bạc cho phim tài liệu Cây đời và Kè chắn sóng. Hai năm sau, NSƯT Tạ Quỳnh Tư nhận giải vàng cho phim Lời nhắn. Cũng trong năm này, anh được trao giải B Báo chí Quốc gia cho phim Nếu đi hết biển. Năm 2017, anh ra mắt phim tài liệu Hai đứa trẻ và nhận nhiều sự ủng hộ của công chúng. Phim tài liệu này cũng giúp anh giành về hai giải "Phim tài liệu xuất sắc nhất" và "Đạo diễn xuất sắc nhất" tại lễ trao giải Cánh diều 2016, giải A báo chí quốc gia 2017 và giải của ban giám khảo dành cho phim ngắn tại Liên hoan phim quốc tế Hà Nội năm 2018. Năm 2018, Tư sản xuất phim tài liệu Miền đất hứa, bàn về cuộc sống của những người xuất khẩu lao động sang Đài Loan. Tác phẩm này sau đó đã nhận giải Cánh diều bạc cho phim tài liệu xuất sắc nhất và giải bạc cho hạng mục "Phim tài liệu nhân văn" của Giải thưởng Truyền hình thế giới. Năm 2019, Tạ Quỳnh Tư thực hiện phim tài liệu Chông chênh, kể về số phận của những cô dâu Việt Nam trên đất Đài Loan. Bộ phim này sau đó đã đoạt giải Bông sen vàng cho hạng mục "Phim tài liệu" tại Liên hoan phim Việt Nam lần thứ 21. Cũng trong năm này, anh cho ra đời phim Đường về, lựa chọn đề tài tìm kiếm hài cốt liệt sĩ Quân đội Nhân dân Việt Nam. Bộ phim giành giải "Phim tài liệu ấn tượng" tại Lễ trao giải Ấn tượng VTV 2019.
Năm 2021, trong giai đoạn đại dịch COVID-19 bùng phát ở Thành phố Hồ Chí Minh, NSƯT Tạ Quỳnh Tư đã trực tiếp đến Bệnh viện Hùng Vương ghi hình phim tài liệu Ranh giới. Bộ phim đã gây sốt cộng đồng mạng khi công chiếu. Ngày 22 tháng 9 cùng năm, NSƯT Tạ Quỳnh Tư ra mắt phim tài liệu Ngày con chào đời, cũng bàn về chủ đề đại dịch COVID-19. Tại Liên hoan phim Việt Nam lần thứ 22, phim Ranh giới đã được trao giải Bông sen vàng cho hạng mục "Phim tài liệu". Bộ phim cũng giúp đạo diễn NSƯT Tạ Quỳnh Tư giành giải Đạo diễn xuất sắc tại liên hoan phim này.

## Giải thưởng
| Năm  | Lễ trao giải                     | Hạng mục                                      | Đề cử cho                    | Kết quả   |
| ---- | -------------------------------- | --------------------------------------------- | ---------------------------- | --------- |
| 2011 | Liên hoan Truyền hình Toàn quốc  | Giải bạc                                      | Cây đời                      | Đoạt giải |
| 2011 | Liên hoan Truyền hình Toàn quốc  | Giải bạc                                      | Kè chắn sóng                 | Đoạt giải |
| 2013 | Liên hoan Truyền hình Toàn quốc  | Giải vàng                                     | Lời nhắn                     | Đoạt giải |
| 2013 | Giải Báo chí Quốc gia            | Giải B                                        | Nếu đi hết biển              | Đoạt giải |
| 2016 | Giải Cánh diều                   | Đạo diễn xuất sắc nhất (phim tài liệu)        |                              | Đoạt giải |
| 2016 | Giải Cánh diều                   | Phim tài liệu xuất sắc nhất                   | Hai đứa trẻ                  | Đoạt giải |
| 2017 | Giải Báo chí Quốc gia            | Giải A                                        | Hai đứa trẻ                  | Đoạt giải |
| 2018 | Liên hoan phim quốc tế Hà Nội    | Giải của ban giám khảo dành cho phim ngắn     | Hai đứa trẻ                  | Đoạt giải |
| 2018 | Giải Cánh diều                   | Cánh diều bạc cho Phim tài liệu xuất sắc nhất | Miền đất hứa                 | Đoạt giải |
| 2018 | Giải thưởng Truyền hình thế giới | Giải bạc cho Phim tài liệu nhân văn           | Miền đất hứa                 | Đoạt giải |
| 2019 | Liên hoan phim Việt Nam          | Bông sen vàng cho Phim tài liệu               | Chông chênh                  | Đoạt giải |
| 2019 | Ấn tượng VTV                     | Phim tài liệu ấn tượng                        | Đường về                     | Đoạt giải |
| 2021 | Liên hoan phim Việt Nam          | Bông sen vàng cho Phim tài liệu               | Ranh giới                    | Đoạt giải |
| 2021 | Liên hoan phim Việt Nam          | Đạo diễn xuất sắc nhất (phim tài liệu)        | Ranh giới, Nẻo đường hội ngộ | Đoạt giải |
|      |                                  | Giải A Báo chí Quốc gia                       | Ranh giới                    | Đoạt giải |